# Erik Charles Nielsen
Eric Charles Nielsen (West Sayville, 8 maggio 1981) è un attore e comico statunitense.

## Biografia
Di origine danese, Nielsen è nato a West Sayville, New York. Si è laureato presso la Palm Bay High School nel 1999. Mentre frequentava la Boston University è stato nominato il comico più divertente del campus. Dopo aver continuato ad affinare il suo stile recitativo al Comedy Studio di Cambridge, nel Massachusetts, si è trasferito a Los Angeles per un dottorato di ricerca presso la University of California, lasciando però prima di terminare il programma. Passato quindi a dedicarsi a tempo pieno alla comicità, ottiene la sua prima grande occasione al U.S. Comedy Arts Festival del 2007 ad Aspen, in Colorado.
Nielsen è noto soprattutto per il suo ruolo ricorrente come Garrett Lambert nella serie televisiva comica Community dal 2009 al 2015. Inoltre, ha recitato in Bad Milo! (2013) e nell'episodio pilota di Maron della IFC. Ha recitato anche in Erik the Librarian, una serie web creata da Brent Forrester. Nielsen ha partecipato al festival della commedia Just for Laughs, alla serie stand-up per la HBO Canada dal titolo Funny as Hell ed è stato ospite nel popolare talk show di Conan O'Brien. Il 10 dicembre 2014 è apparso sul podcast del consigli per la TV di Ken Reid.

## Filmografia
| Anno      | Titolo                               | Personaggio         | Note                              |
| 2007      | iThunes                              |                     | Mini-serie TV                     |
| 2008      | Comedy Gumbo                         |                     | Episodio: "Smooth Taste"          |
| 2008      | History of the Joke                  | Se stesso           | Documentario per la TV            |
| 2009-2015 | Community                            | Garrett Lambert     | 43 episodi                        |
| 2010      | Tim ed Eric Awesome Show, Great Job! | Merv Paynus         | Episodio: "Crows"                 |
| 2011      | Talking Hedz                         |                     | Corto                             |
| 2012      | Small Business                       | Kevin Middlewater   | Film TV                           |
| 2013      | Bad Milo!                            | Allistair           |                                   |
| 2013      | Maron                                | Darryl              | Episodio: "Internet Troll"        |
| 2013      | Conan                                | Se stesso           | Ospite Comico                     |
| 2014      | Crazy House                          |                     | Film TV                           |
| 2014      | The Muff: Weird Boy Next Door        | Weird Boy Next Door | Corto                             |
| 2015      | The Middle                           | Mago                | Episodio: "Flirting With Disaster |